# Mads Burnell
Mads Burnell (ur. 6 marca 1994 w Husum, Kopenhaga) – duński zawodnik mieszanych sztuk walki. Były zawodnik Bellator MMA, UFC oraz były mistrz Cage Warriors w wadze piórkowej z 2019 roku, aktualnie związany z organizacją PFL. 

## Kariera MMA

### Wczesna kariera
Mads Burnell zadebiutował 26 września 2013 na gali European MMA 6, podczas której zwyciężył z bardziej doświadczonym Aleksandrem Sredanovicem przez poddanie w pierwszej rundzie. 

### UFC
Cztery lata po zawodowym debiucie przeszedł do organizacji UFC i we wrześniu 2017 roku przegrał debiut z Michelem Prazeresem przez poddanie w trzeciej rundzie. Na początku 2018 roku stoczył pod banderą światowego giganta zwycięski pojedynek z Mike Santiago. Trzeci pojedynek w UFC stoczył na gali w Liverpoolu w maju 2018 roku. Wówczas Duńczyk przegrał przez poddanie w trzeciej rundzie i to był jego ostatni pojedynek w największej organizacji MMA na świecie. 

### Cage Warriors
Burnell zadebiutował w Cage Warriors w listopadzie 2018 roku na gali z numerem 99, podczas której poddał w pierwszej rundzie Łukasza Rajewskiego. W czerwcu 2019 roku zwyciężył mistrzowski tytuł Cage Warriors. 

### Bellator MMA
W 2020 roku Duńczyk zwakował mistrzowski pas i przeszedł do organizacji Bellator, dla której zadebiutował 10 października 2020 roku, odprawiając ciosami w pierwszej rundzie Darko Banovicia. 
W 2021 roku kontynuował tę passę, dopisując kolejne zwycięstwa na galach Bellatora - wygrał przed czasem z Anglikiem Saulem Rogersem oraz na gali Bellator 293 wypunktował byłego pretendenta do pasa, Emmanuela Sancheza.

## Osiągnięcia

### Mieszane sztuki walki
- 2016: mistrz SOMMA w wadze piórkowej (66 kg)
- 2018: bonus za występ wieczoru (gala UFC Fight Night 130)
- 2019-2019: mistrz Cage Warriors w wadze piórkowej (66 kg)

### Brazylijskie jiu-jitsu
- 2014: Mistrz Europy IBJJF w No-Gi[11]

## Lista zawodowych walk w MMA
| Wynik     | Bilans | Przeciwnik (bilans przed walką) | Rozstrzygnięcie                     | Runda | Czas | Rozgrywki                                | Data       | Miejsce             | Uwagi                                                            |
| --------- | ------ | ------------------------------- | ----------------------------------- | ----- | ---- | ---------------------------------------- | ---------- | ------------------- | ---------------------------------------------------------------- |
| Przegrana | 20-8   | Robert Watley (15-3)            | TKO (ground and pound)              | 3     | 2:43 | PFL World Tournament 9: 2025 Finals      | 15.08.2025 | Charlotte           |                                                                  |
| Przegrana | 20-7   | Jay Jay Wilson (10-1)           | TKO (ciosy pięściami w parterze)    | 3     | 4:42 | PFL 2025 World Tournament: First Round 3 | 18.04.2025 | Orlando             | Ćwierćfinał turnieju PFL 2025 w wadze lekkiej.                   |
| Wygrana   | 20-6   | Elvin Espinoza (10-1)           | Decyzja (jednogłośna)               | 3     | 5:00 | PFL 8: 2024 Playoffs                     | 16.08.2024 | Hollywood           |                                                                  |
| Wygrana   | 19-6   | Clay Collard (25-12)            | Decyzja (jednogłośna)               | 3     | 5:00 | PFL 5: 2024 Regular Season               | 21.06.2024 | Salt Lake City      | Playoffy sezonu regularnego PFL 2024 w wadze lekkiej. Main Event |
| Przegrana | 18-6   | Michael Dufort (12-4)           | Poddanie (duszenie gilotynowe)      | 2     | 1:03 | PFL 2: 2024 Regular Season               | 12.04.2024 | Las Vegas           | Playoffy sezonu regularnego PFL 2024 w wadze lekkiej.            |
| Wygrana   | 18-5   | Daniel Weichel (42-14)          | Decyzja (jednogłośna)               | 3     | 5:00 | Bellator 299: Eblen vs. Edwards          | 23.09.2023 | Dublin              |                                                                  |
| Wygrana   | 17-5   | Justin Gonzales (14-1)          | Decyzja (jednogłośna)               | 3     | 5:00 | Bellator 295                             | 22.04.2023 | Honolulu            |                                                                  |
| Przegrana | 16-5   | Pedro Carvalho (12-6)           | Decyzja (jednogłośna)               | 3     | 5:00 | Bellator 285: Henderson vs. Queally      | 23.09.2022 | Dublin              |                                                                  |
| Przegrana | 16-4   | Ádam Borics (17-1)              | Decyzja (jednogłośna)               | 5     | 5:00 | Bellator 276                             | 12.03.2022 | Saint Louis         |                                                                  |
| Wygrana   | 16-3   | Emmanuel Sanchez (20-5)         | Decyzja (jednogłośna)               | 3     | 5:00 | Bellator 263                             | 31.07.2021 | Los Angeles         |                                                                  |
| Wygrana   | 15-3   | Saul Rogers (14-3)              | Poddanie (duszenie zza pleców)      | 2     | 4:08 | Bellator 257                             | 16.04.2021 | Montville           |                                                                  |
| Wygrana   | 14-3   | Darko Banović (17-7)            | TKO (ciosy pięściami w parterze)    | 1     | 3:13 | Bellator 248: Kongo vs. Johnson 2        | 10.10.2020 | Paryż               | Debiut w Bellator MMA.                                           |
| Wygrana   | 13-3   | Steve Aimbale (14-5)            | Decyzja (jednogłośna)               | 3     | 5:00 | Cage Warriros 111                        | 22.11.2019 | Londyn              | Zdobył pas mistrzowski Cage Warriors w wadze piórkowej.          |
| Wygrana   | 12-3   | Dean Trueman (10-4)             | Poddanie (japoński krawat)          | 2     | 3:05 | Cage Warriors 106                        | 29.06.2019 | Londyn              |                                                                  |
| Wygrana   | 11-3   | Ahmed Vila (7-1)                | Poddanie (japoński krawat)          | 1     | 0:50 | Cage Warriors 103                        | 09.03.2019 | Kopenhaga           |                                                                  |
| Wygrana   | 10-3   | Łukasz Rajewski (8-3)           | Poddanie (duszenie zza pleców)      | 1     | 3:23 | Cage Warriors 99                         | 17.11.2018 | Colchester          | Debiut w Cage Warriors.                                          |
| Przegrana | 9-3    | Arnold Allen (12-1)             | Poddanie (duszenie frontalne)       | 3     | 2:41 | UFC Fight Night: Thompson vs. Till       | 27.05.2018 | Liverpool           | Bonus za występ wieczoru.                                        |
| Wygrana   | 9-2    | Mike Santiago (21-10)           | Decyzja (jednogłośna)               | 3     | 5:00 | UFC Fight Night 124                      | 14.01.2018 | St. Louis           | Walka w wadze lekkiej.                                           |
| Przegrana | 8-2    | Michel Prazeres (22-2)          | Poddanie (duszenie północ-południe) | 3     | 1:26 | UFC Fight Night: Struve vs. Volkov       | 02.09.2017 | Rotterdam           | Debiut w UFC, walka w wadze lekkiej.                             |
| Wygrana   | 8-1    | Fernando Duarte (21-3)          | Poddanie (japoński krawat)          | 1     | 1:21 | SOMMA 2                                  | 11.11.2016 | Glasgow             | Zdobył pas mistrzowski SOMMA w wadze piórkowej                   |
| Wygrana   | 7-1    | Anthony Riggio (6-2)            | Poddanie (japoński krawat)          | 1     | 1:07 | MMA Galla 01                             | 17.09.2016 | Odense              |                                                                  |
| Wygrana   | 6-1    | Emerick Youmbi (3-4)            | Decyzja (jednogłośna)               | 3     | 5:00 | ICE FC 12                                | 05.03.2016 | Newcastle upon Tyne | Walki w wadze lekkiej                                            |
| Przegrana | 5-1    | Ott Tonissaar (9-2)             | TKO (ciosy pięściami)               | 2     | ?    | Octagon Athletes 2                       | 07.11.2015 | Glostrup            | Walki w wadze lekkiej                                            |
| Wygrana   | 5-0    | Hyram Rodriguez (15-13)         | Decyzja (jednogłośna)               | 3     | 5:00 | Shooters MMA                             | 03.10.2015 | Kopenhaga           | Walki w wadze lekkiej                                            |
| Wygrana   | 4-0    | Jamie Reynolds (6-4)            | Poddanie (dźwignia na staw skokowy) | 1     | 0:30 | Odense Fight Night 3                     | 25.04.2015 | Odense              |                                                                  |
| Wygrana   | 3-0    | Nasir Aoubi (0-0)               | Decyzja (jednogłośna)               | 3     | 5:00 | Trophy MMA 4                             | 30.08.2014 | Malmö               |                                                                  |
| Wygrana   | 2-0    | Ali Selcuk Ayin (4-8)           | Poddanie (duszenie brabo)           | 1     | 0:50 | European MMA 8                           | 22.02.2014 | Frederiksberg       |                                                                  |
| Wygrana   | 1-0    | Aleksander Sredanovic (2-0)     | Poddanie (duszenie anakonda)        | 1     | 0:58 | European MMA 6                           | 26.09.2013 | Brondby             | Debiut w zawodowym MMA                                           |